# Harald Biermann
Harald Biermann (* 10. Januar 1966 in Rüthen) ist ein deutscher Historiker.
Harald Biermann wurde in Rüthen im Sauerland geboren. Er studierte an der Rheinischen Friedrich-Wilhelms-Universität Bonn Geschichte und wurde dort 1995 mit der Dissertation John F. Kennedy und der Kalte Krieg: die Außenpolitik der USA und die Grenzen der Glaubwürdigkeit promoviert. Danach war er als Direktionsassistent der Stiftung im Haus der Geschichte der Bundesrepublik Deutschland tätig. Später wurde Biermann vom Kuratorium der Stiftung zum neuen Direktor der Abteilung Öffentlichkeitsarbeit ernannt. 2004 habilitierte er sich mit einer durch Klaus Hildebrand begleiteten Arbeit. Mit Wirkung zum 1. Juli 2010 wurde er der neue Vertreter des Präsidenten der Stiftung Haus der Geschichte. Neben seiner Tätigkeit lehrt er als Privatdozent für Neuere Geschichte an der Rheinischen Friedrich-Wilhelms-Universität Bonn. Biermann lebt mit seiner langjährigen Lebensgefährtin Anke Schäferkordt in Köln.
Er hat Bücher zu Themen der Geschichte des 19. und 20. Jahrhunderts publiziert. Im Jahr 2004 wurde er mit dem Wolf-Erich-Kellner-Preis ausgezeichnet. Am 30. April 2021 wurde er mit Wirkung zum Jahresbeginn 2022 zum Präsidenten der Stiftung Haus der Geschichte der Bundesrepublik Deutschland gewählt.

## Schriften (Auswahl)
Monographien
- mit Norbert F. Pötzl und Rainer Traub: Der Kalte Krieg. Wie die Welt das Wettrüsten überlebte. Spiegel-Verlag Augstein, Hamburg 2010, ISBN 978-3-421-04398-6.
- Das Verständnis des Nationalstaates im Wandel der Zeit bei Union und SPD. Gesellschaft für Deutschlandforschung, Bonn 2009.
- Ideologie statt Realpolitik. Kleindeutsche Liberale und auswärtige Politik vor der Reichsgründung. Droste, Düsseldorf 2006, ISBN 3-7700-5277-3.
- John F. Kennedy und der Kalte Krieg. Die Außenpolitik der USA und die Grenzen der Glaubwürdigkeit. Schöningh, Paderborn 1997, ISBN 3-506-77504-9.

Herausgeberschaften
- mit Ulrich Wegener: GSG 9 – Stärker als der Terror. Lit Verlag, Münster 2017, ISBN 978-3-643-13762-3.